# Pirnar
PIRNAR d.o.o. je slovenska blagovna znamka, ustanovljena leta 1968, specializirana za razvoj in proizvodnjo vhodnih vrat iz aluminija, les in les-aluminij. Sedež podjetja je v Ljubljani, Slovenija. Podjetje je družinsko, ki ga trenutno vodi že druga generacija.

## Zgodovina
Leta 1968 je družina Pirnar ustanovila svojo obrtno delavnico v Gameljnah. V letih, ki so sledila je direktor Roman Pirnar obrtniško delavnico ročajev razširil v podjetje za razvoj in izdelavo aluminijastih vhodnih vrat.
Leta 2016 otvoritev nove poslovne stavbe na lokaciji Bravničarjeva 20 v Ljubljani.
Leta 2018 otvoritev nove proizvodnje na 24.000 kvadratnih metrih, ki zajema lastno lakirnico, steklarno, proizvodnjo ročajev, lesnih panelov in kaljenega stekla.   

## Distribucija
Znotraj podjetja Pirnar, ki deluje na dveh lokacijah v dveh državah, so zajeti tehnični razvoj, industrijsko oblikovanje, strojna in ročna obdelava materialov, sistematično urejena proizvodnja, trženje s prodajo in mednarodni transport.
V Sloveniji se nahajata dva razstavna salona na lokaciji Bravničarjevi 20, 1000 Ljubljana in v Mariboru Ptujska cesta 17, 2204 Miklavž na Dravskem polju.
Podjetje ima svoje franšize in licenčne partnerje v več kot 33 državah, vključno z ZDA, Španijo, Anglijo, Luksemburg, Nemčijo, Avstrijo, Bolgarijo, Korejo in Dubajem. Izvozni delež prodaje predstavlja skoraj 80 odstotkov.
Podjetje je zaščiteno z zakonodajo o blagovnih znamkah.

## Produkti in storitve
Pirnar d.o.o. razvija in proizvaja hišne vhode za enodružinske in večstanovanjske hiše, izobraževalne ustanove ter industrijske stavbe. Vhodna vrata vključujejo Schüco profile, in potezala lastne izdelave, ki so na voljo v kolekcijah Optimum, Premium in Ultimum.
Leta 2015 uvedba kolekcije Ultimum Pure
Leta 2017 uvedba kolekcije vhodnih vrat Onetouch z nevidnim potezalom lastne izdelave.
Leta 2019 predstavitev vhodne stene Theatrica, ki je opremljena s tehnologijo za prepoznavo obraza.

## Nagrade
2014 - Prejemnik slovenske nagrade Top ten in Pohištveni izdelek leta 2014
2015 - German Design Award Special Mention 2015 za kolekcijo Ultimum Pure
2016 - Architizer A+ Award Finalist 2016 za kolekcijo Ultimum Pure
2017 - Architizer A+ Award Finalist 2017 za sistem OneTouch
2017 - German Design Award Special Mention 2017 za sistem OneTouch
2018 - Sejemsko priznanje 51. MOS
2019 - Oblikovalsko priznanje Top of the Top
2019 - German Innovation Award Special Mention 2019 za potezala z osvetljenim kristalom in osvetljeno kovino Labelux, Magmalux, Crystalux
2019 - German Design Award Winner 2019 za vhodno steno Theatrica
2019 - German Innovation Award Winner 2019 za vhodno steno Theatrica
2019 - Red Dot Award Honourable Mention 2019 za vhodno steno Theatrica.
2019 - BIG SEE Award 2019 za vhodno steno Theatrica

## Mednarodno priznana potrdila
Bonitetna ocena odličnosti AAA
2019 - prejemnik certifikata bonitetne odličnosti  AAA
Certifikat poslovne odličnosti Excellent SME
Pirnar d.o.o. je prejemnik certifikata poslovne odličnosti Excellent SME Slovenija, ki ga podeljuje Gospodarska zbornica Slovenije v sodelovanju z bonitetno hišo COFACE.